# Havikuil
De havikuil (Uroglaux domorpha) is een vogel uit de familie Strigidae (uilen).

## Verspreiding en leefgebied
Deze soort is endemisch in Nieuw-Guinea.